# Pallavolo al Festival olimpico estivo della gioventù europea - Torneo femminile
Il torneo femminile di pallavolo al Festival olimpico estivo della gioventù europea è una competizione pallavolistica per squadre nazionali europee, riservata a giocatori con un'età inferiore di 18 anni, organizzata con cadenza biennale dal COE e della CEV, durante il Festival olimpico della gioventù europea.

## Edizioni
| Edizione                                                                   | Edizione           | Podio         | Podio         | Podio         |
| Anno                                                                       | Organizzatore      | Campione      | Seconda       | Terza         |
| -------------------------------------------------------------------------- | ------------------ | ------------- | ------------- | ------------- |
| Dal 1991 al 2019 la competizione è stata riservata alle nazionali under 18 |                    |               |               |               |
| 1991 Dettagli                                                              | Bruxelles          | Italia        | Germania      | Belgio        |
| 1993 Dettagli                                                              | Valkenswaard       | Russia        | Ucraina       | Germania      |
| 1995 Dettagli                                                              | Bath               | Francia       | Ucraina       | Russia        |
| 1997 Dettagli                                                              | Lisbona            | Russia        | Italia        | Polonia       |
| 1999 Dettagli                                                              | Esbjerg            | Polonia       | Russia        | Italia        |
| 2001 Dettagli                                                              | Murcia             | Germania      | Italia        | Russia        |
| 2003                                                                       | Parigi             | Non disputato | Non disputato | Non disputato |
| 2005 Dettagli                                                              | Lignano Sabbiadoro | Italia        | Croazia       | Paesi Bassi   |
| 2007 Dettagli                                                              | Belgrado           | Belgio        | Serbia        | Turchia       |
| 2009 Dettagli                                                              | Tampere            | Turchia       | Russia        | Belgio        |
| 2011 Dettagli                                                              | Trebisonda         | Italia        | Serbia        | Turchia       |
| 2013 Dettagli                                                              | Utrecht            | Slovenia      | Serbia        | Paesi Bassi   |
| 2015 Dettagli                                                              | Tbilisi            | Turchia       | Serbia        | Italia        |
| 2017 Dettagli                                                              | Győr               | Italia        | Bielorussia   | Russia        |
| 2019 Dettagli                                                              | Baku               | Russia        | Romania       | Turchia       |
| Dal 2021 al 2023 la competizione è stata riservata alle nazionali under 19 |                    |               |               |               |
| 2021 Dettagli                                                              | Banská Bystrica    | Italia        | Turchia       | Polonia       |
| 2023 Dettagli                                                              | Maribor            | Slovenia      | Germania      | Paesi Bassi   |
| Dal 2025 la competizione è riservata alle nazionali under 18               |                    |               |               |               |
| 2025 Dettagli                                                              | Skopje             | Turchia       | Italia        | Polonia       |

## Medagliere
| Pos. | Squadra     | 1º posto | 2º posto | 3º posto | Totale |
| ---- | ----------- | -------- | -------- | -------- | ------ |
| 1    | Italia      | 5        | 3        | 2        | 10     |
| 2    | Russia      | 3        | 2        | 3        | 8      |
| 3    | Turchia     | 3        | 1        | 3        | 7      |
| 4    | Slovenia    | 2        | 0        | 0        | 2      |
| 5    | Germania    | 1        | 2        | 1        | 4      |
| 6    | Belgio      | 1        | 0        | 2        | 3      |
| 6    | Polonia     | 1        | 0        | 3        | 4      |
| 8    | Francia     | 1        | 0        | 0        | 1      |
| 9    | Serbia      | 0        | 4        | 0        | 4      |
| 10   | Ucraina     | 0        | 2        | 0        | 2      |
| 11   | Bielorussia | 0        | 1        | 0        | 1      |
| 11   | Croazia     | 0        | 1        | 0        | 1      |
| 11   | Romania     | 0        | 1        | 0        | 1      |
| 14   | Paesi Bassi | 0        | 0        | 3        | 3      |